# Adixoa tomentosa
Adixoa tomentosa is een vlinder uit de familie wespvlinders (Sesiidae), onderfamilie Sesiinae.
Adixoa tomentosa is voor het eerst wetenschappelijk beschreven door Schultze in 1908. De soort komt voor in het Oriëntaals gebied.